# Francesc Daniel Molina i Casamajó
Francesc Daniel Molina i Casamajó (Vic, 1812 – Barcellona, 5 luglio 1867) è stato un architetto spagnolo.
Completò i suoi primi studi all'Escola de la Llotja di Barcellona e nel 1843 si diplomò alla Real Academia de Bellas Artes de San Fernando di Madrid. Nel 1850 fu eletto accademico della Reial Academia Catalana de Belles Arts de San Jordi.
Nel 1852 costruì il santuario di Nostra Signora della Misericordia a Canet de Mar, ma il suo progetto più importante fu quello della Plaça Reial di Barcellona, costruita come una tradizionale piazza del nord Italia, con il pianterreno porticato e le facciate neoclassiche; stile con cui realizzò anche la facciata del Teatro Principal dopo la ricostruzione in seguito all'incendio subito nel 1845.
Nel 1855 succedette a Josep Mas i Vila come architetto municipale e progettò lo scudo del timpano superiore della facciata neoclassica della Casa de la Ciutat e il Saló de la Regina Regent che terminò nel 1860. Nel 1860, in qualità di architetto provinciale, fu incaricato del piano urbanistico per Sabadell.
Era erroneamente conosciuto come Francesc Daniel i Molina.